# Kened

Kened est une revue en langue bretonne créée à Rennes par Pêr Denez et Arzel Even après la Seconde Guerre mondiale. Le nom veut dire beauté en breton.
À la suite d'une entente, elle fusionne avec Al Liamm (autre revue écrite entièrement en breton, créée à Paris par Pêr ar Bihan et Andrev Latimier), puis avec Tír na nÓg (revue bilingue français-breton) en 1948.